# Liste der Biografien/Merg
Liste der Biografien |
Portal Biografien |
Personensuche
# |
A |
B |
C |
D |
E |
F |
G |
H |
I |
J |
K |
L |
M |
N |
O |
P |
Q |
R |
S |
T |
U |
V |
W |
X |
Y |
Z |
?
 
Ma |
Mb |
Mc |
Md |
Me |
Mf |
Mg |
Mh |
Mi |
Mj |
Mk |
Ml |
Mm |
Mn |
Mo |
Mp |
Mq |
Mr |
Ms |
Mt |
Mu |
Mv |
Mw |
Mx |
My |
Mz
 
Mea–Mee |
Mef |
Meg |
Meh |
Mei |
Mej |
Mek |
Mel |
Mem |
Men |
Meo |
Mep |
Mer |
Mes |
Met |
Meu |
Mev |
Mew |
Mex |
Mey |
Mez
 
Mera |
Merb |
Merc |
Merd |
Mere |
Merf |
Merg |
Merh |
Meri |
Merj |
Merk |
Merl |
Merm |
Mern |
Mero |
Merr |
Mers |
Mert |
Meru |
Merv |
Merw |
Merx |
Mery |
Merz
Die Liste der Biografien führt alle Personen auf, die in der deutschsprachigen Wikipedia einen Artikel haben. Dieses ist eine Teilliste mit 46 Einträgen von Personen, deren Namen mit den Buchstaben „Merg“ beginnt.

## Merg
- Merg, Tiril (* 1993), norwegische Handballspielerin

### Merga
- Merga, Deriba (* 1980), äthiopischer Langstreckenläufer
- Merga, Imane (* 1988), äthiopischer Langstreckenläufer
- Merga, Sentayehu (* 1985), äthiopischer Marathonläufer
- Mergault, Isabelle (* 1958), französische Schauspielerin, Autorin und Regisseurin

### Merge
- Mergea, Florin (* 1985), rumänischer Tennisspieler
- Mergeai, Jean (1918–1945), belgischer römisch-katholischer Geistlicher und Märtyrer
- Mergel, Harry (* 1956), deutscher Kommunalpolitiker (SPD)Harry Mergel (* 1956)

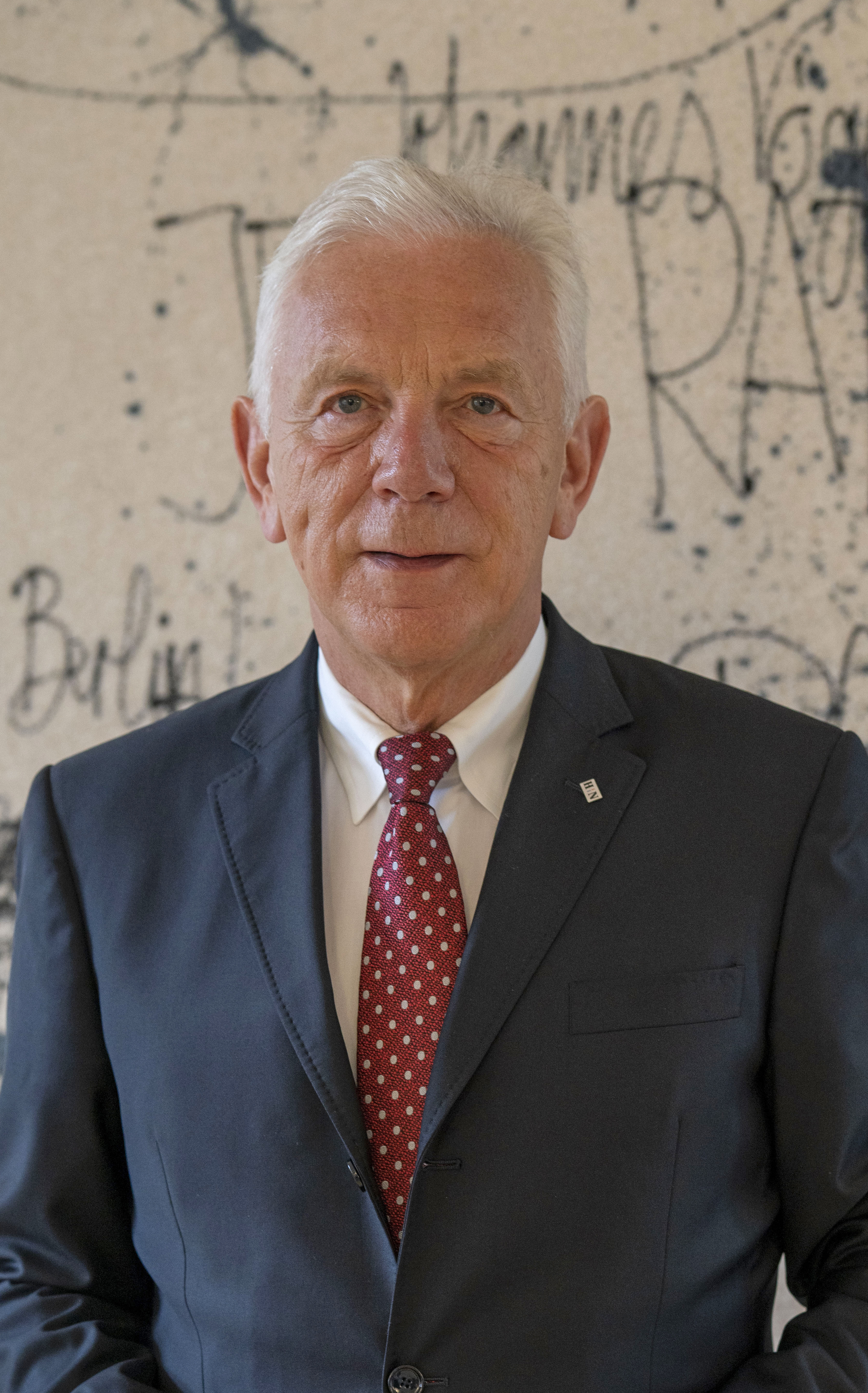
Harry Mergel (* 1956)

- Mergel, Johannes Leo von (1847–1932), Bischof von Eichstätt; Abt von Metten
- Mergel, Manfred (* 1959), schwäbischer Mundartprediger und Mundartautor
- Mergel, Thomas (* 1960), deutscher Historiker
- Mergeljan, Sergei Nikitowitsch (1928–2008), armenischer Mathematiker
- Mergelkamp, Jan (1869–1934), deutscher Theaterschauspieler und Opernsänger (Bariton)
- Mergell, Bodo (1912–1954), deutscher Philologe und Hochschullehrer
- Mergell, Friedrich (1860–1921), Landtagsabgeordneter Großherzogtum Hessen
- Mergen, Armand (1919–1999), luxemburgischer Rechtswissenschaftler, Kriminologe und Publizist
- Mergen, Margret (* 1961), deutsche Politikerin (CDU)
- Mergenbaum, Carl Constantin Victor von (1778–1845), deutscher Landwirt, königlicher Kämmerer und Mäzen
- Mergendahl, Charles (1919–1959), US-amerikanischer Schriftsteller
- Mergener, Leander (* 1965), deutscher Maler, Zeichner und Druckgraphiker
- Mergener, Peter (* 1951), deutscher Komponist elektronischer Musik
- Mergenthaler, Ascan (* 1969), deutscher Architekt
- Mergenthaler, Benno (1886–1983), deutscher Verwaltungsjurist und Leiter des Polizeiamtes Gladbeck
- Mergenthaler, Christian (1884–1980), deutscher Politiker (NSDAP), MdR, Ministerpräsident von WürttembergChristian Mergenthaler (1884–1980)

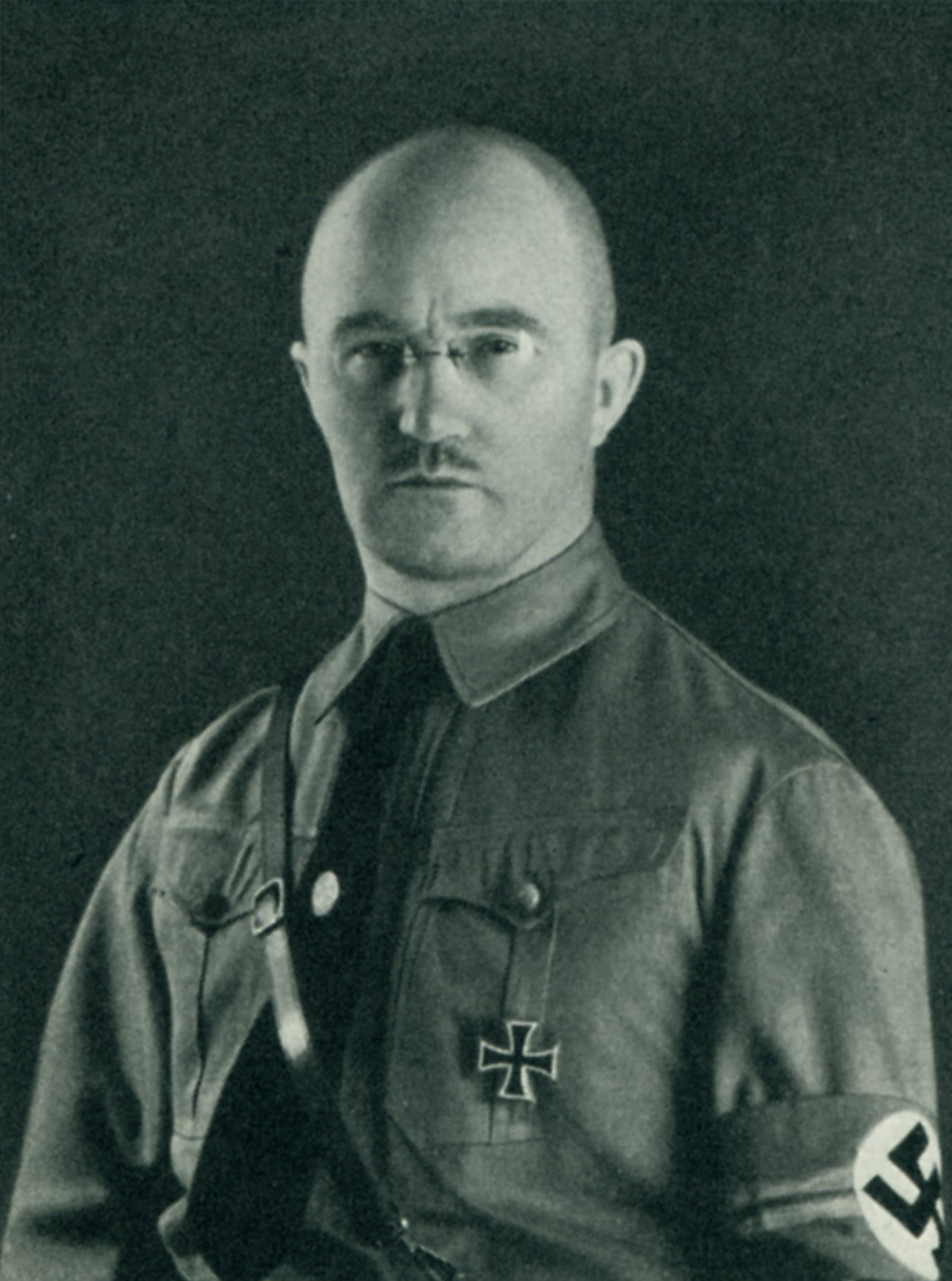
Christian Mergenthaler (1884–1980)

- Mergenthaler, Hannah (* 1997), deutsche Leichtathletin
- Mergenthaler, Ottmar (1854–1899), deutschamerikanischer Uhrmacher und Erfinder der Linotype-Setzmaschine
- Mergenthaler, Otto (1898–2001), deutscher Botaniker
- Mergenthaler, Volker (* 1969), deutscher Germanist
- Merger, Marc (* 1961), französischer Autor
- Merges, August (1870–1945), deutscher Politiker und Revolutionär
- Merget, August (1801–1877), deutscher Rektor und Seminarlehrer
- Mergey, Marie (1922–2017), französische Schauspielerin

### Mergi
- Mergia, Aselefech (* 1985), äthiopische Langstreckenläuferin
- Mergilet, Andreas (1539–1606), deutscher Pfarrer, Lehrer und Dichter

### Mergl
- Mergl, Isabel (* 1973), deutsche Schauspielerin
- Merglen, Albert (1915–2012), französischer General und Militärschriftsteller
- Mergler, Emil (1897–1967), deutscher Politiker (CSU)
- Mergler, Georg (1805–1881), Landtagsabgeordneter Herzogtum Nassau
- Mergler, Marie J. (1851–1901), amerikanische Ärztin, Chirurgin und Schriftstellerin
- Mergler, Wilhelm (1835–1909), deutscher Politiker und Landtagsabgeordneter im Herzogtum Nassau

### Mergn
- Mergner, Bernhard (* 1953), deutscher Jazzmusiker (Trompete, Komposition)
- Mergner, Friedrich (1818–1891), evangelischer Pfarrer und Komponist
- Mergner, Gunnar (* 1977), deutscher Moderator und Journalist
- Mergner, Richard (* 1961), deutscher Naturschützer

### Mergu
- Merguet, Hugo (1841–1911), deutscher Altphilologe und Pädagoge
- Mergui, Joël (* 1958), französischer Arzt und jüdischer Funktionär, Präsident des Consistoire central israélite